# Курчатовский район (Курская область)
Курчатовский район — административно-территориальная единица (район) и муниципальное образование (муниципальный район) в центре Курской области России.
Административный центр — город Курчатов (в состав района не входит).

## География
Площадь 621 км². Район граничит с Льговским, Конышевским, Фатежским, Октябрьским, Большесолдатским районами Курской области.
Основные реки — Сейм и его притоки Ломня, Пенка, Реут, Дичня.

## История
Курчатовский район образован 23 марта 1977 года из восточной части Льговского района. Ранее, с 1928 до 1963 гг., на этой территории существовал Иванинский район.

## Население
| 2002    | 2007    | 2009    | 2010    | 2011    | 2012    | 2013    | 2014    | 2015    |
| ------- | ------- | ------- | ------- | ------- | ------- | ------- | ------- | ------- |
| 19 714  | ↘17 465 | ↘17 065 | ↗18 021 | ↘17 860 | ↗18 052 | ↗18 408 | ↗18 605 | ↗18 647 |
| 2016    | 2017    | 2018    | 2019    | 2020    | 2021    | 2024    |         |         |
| ↗18 726 | ↗18 759 | ↘18 544 | ↘18 023 | ↘17 715 | ↘17 497 | ↘16 769 |         |         |

### Урбанизация
Городское население  (рабочие посёлки Иванино и имени Карла Либкнехта)  составляет   61,05 % от всего населения района.

### Национальный состав
По итогам переписи населения 2020 года проживали следующие национальности (национальности менее 0,1 % и другое, см. в сноске к строке «Другие»):
| Национальность | Численность, чел. | Доля     |
| -------------- | ----------------- | -------- |
| Русские        | 15 214            | 86,95 %  |
| Армяне         | 113               | 0,65 %   |
| Украинцы       | 41                | 0,23 %   |
| Азербайджанцы  | 32                | 0,18 %   |
| Узбеки         | 24                | 0,14 %   |
| Молдаване      | 22                | 0,13 %   |
| Другие         | 2051              | 11,72 %  |
| Итого          | 17 497            | 100,00 % |

## Административное деление
Курчатовский район как административно-территориальная единица включает 10 сельсоветов и 2 рабочих посёлка.
В рамках организации местного самоуправления в муниципальный район входят 8 муниципальных образований, в том числе 2 городских и 6 сельских поселений:
| №        | Муниципальное образование | Административный центр                | Количество населённых пунктов | Население (чел.) | Площадь (км²) |
| -------- | ------------------------- | ------------------------------------- | ----------------------------- | ---------------- | ------------- |
| 1e-06    | Городские поселения:      |                                       |                               |                  |               |
| 1        | посёлок Иванино           | рабочий посёлок Иванино               | 1                             | ↘2268            | 10,21         |
| 2        | посёлок им К. Либкнехта   | рабочий посёлок имени Карла Либкнехта | 1                             | ↗7969            | 35,84         |
| 2.000002 | Сельские поселения:       |                                       |                               |                  |               |
| 3        | Дичнянский сельсовет      | село Дичня                            | 3                             | ↘2946            | 65,21         |
| 4        | Дружненский сельсовет     | деревня Дружная                       | 3                             | ↗753             | 46,56         |
| 5        | Колпаковский сельсовет    | деревня Новосергеевка                 | 10                            | ↘805             | 89,25         |
| 6        | Костельцевский сельсовет  | село Костельцево                      | 26                            | ↘701             | 223,08        |
| 7        | Макаровский сельсовет     | село Макаровка                        | 10                            | ↘965             | 97,93         |
| 8        | Чаплинский сельсовет      | село Чапли                            | 3                             | ↗1090            | 53,40         |

В ходе муниципальной реформы 2006 года в составе новообразованного муниципального района законом Курской области от 21 октября 2004 года были созданы 12 муниципальных образований, в том числе 2 городских поселения (в рамках рабочих посёлков) и 10 сельских поселений (в границах сельсоветов).
Законом Курской области от 26 апреля 2010 года был упразднён ряд сельских поселений:  Дроняевский сельсовет (включён в Макаровский сельсовет); Никольский сельсовет (включён в Колпаковский сельсовет); Николаевский и Афанасьевский сельсоветы (включены в Костельцевский сельсовет). Соответствующие сельсоветы как административно-территориальные единицы упразднены не были.

## Населённые пункты
В Курчатовском районе 57 населённых пунктов, в том числе два городских (рабочих посёлка) и 55 сельских населённых пунктов.
| №  | Населённый пункт      | Тип                   | Население | Муниципальное образование |
| -- | --------------------- | --------------------- | --------- | ------------------------- |
| 1  | Александровский       | хутор                 | ↘3        | Макаровский сельсовет     |
| 2  | Аннино-Гусиновка      | деревня               | ↘52       | Колпаковский сельсовет    |
| 3  | Афанасьевка           | село                  | ↘22       | Костельцевский сельсовет  |
| 4  | Березуцкое            | деревня               | ↘14       | Костельцевский сельсовет  |
| 5  | Благодатное           | деревня               | ↘128      | Чаплинский сельсовет      |
| 6  | Болваново             | деревня               | ↘67       | Костельцевский сельсовет  |
| 7  | Бородино              | деревня               | ↘46       | Колпаковский сельсовет    |
| 8  | Быки                  | село                  | ↘274      | Чаплинский сельсовет      |
| 9  | Верхнее Сосково       | деревня               | ↘12       | Костельцевский сельсовет  |
| 10 | Гупово                | деревня               | ↘28       | Макаровский сельсовет     |
| 11 | Дарница               | деревня               | ↘34       | Костельцевский сельсовет  |
| 12 | Дичня                 | село                  | ↗2370     | Дичнянский сельсовет      |
| 13 | Дроняево              | село                  | ↘289      | Макаровский сельсовет     |
| 14 | Дроняевский           | хутор                 | ↘29       | Макаровский сельсовет     |
| 15 | Дружная               | деревня               | ↘526      | Дружненский сельсовет     |
| 16 | Дурнево               | деревня               | ↘44       | Костельцевский сельсовет  |
| 17 | Жмакино               | деревня               | ↘121      | Костельцевский сельсовет  |
| 18 | Журавинка             | деревня               | ↘15       | Костельцевский сельсовет  |
| 19 | Загрядское            | деревня               | ↘0        | Костельцевский сельсовет  |
| 20 | Запрутье              | деревня               | ↘60       | Костельцевский сельсовет  |
| 21 | Золотухино            | хутор                 | ↘7        | Макаровский сельсовет     |
| 22 | Иванино               | рабочий посёлок (пгт) | ↘2268     | посёлок Иванино           |
| 23 | имени Карла Либкнехта | рабочий посёлок (пгт) | ↗7969     | посёлок им К. Либкнехта   |
| 24 | Кабановка             | деревня               | ↘27       | Макаровский сельсовет     |
| 25 | Кожля                 | деревня               | ↘18       | Макаровский сельсовет     |
| 26 | Колпаково             | село                  | ↘92       | Колпаковский сельсовет    |
| 27 | Комякино              | деревня               | ↘108      | Дружненский сельсовет     |
| 28 | Косой Хутор           | посёлок               | ↘6        | Костельцевский сельсовет  |
| 29 | Костельцево           | село                  | ↘177      | Костельцевский сельсовет  |
| 30 | Красный Хутор         | посёлок               | ↘0        | Макаровский сельсовет     |
| 31 | Лукашевка             | деревня               | ↗111      | Дичнянский сельсовет      |
| 32 | Любицкое              | деревня               | ↘81       | Дружненский сельсовет     |
| 33 | Макаровка             | село                  | ↘615      | Макаровский сельсовет     |
| 34 | Мармыжи               | село                  | ↘115      | Костельцевский сельсовет  |
| 35 | Мосолово              | деревня               | ↘105      | Макаровский сельсовет     |
| 36 | Мухино                | деревня               | ↘34       | Костельцевский сельсовет  |
| 37 | Нижнее Сосково        | деревня               | ↘83       | Костельцевский сельсовет  |
| 38 | Николаевка            | деревня               | ↘122      | Костельцевский сельсовет  |
| 39 | Никольский            | посёлок               | ↘287      | Колпаковский сельсовет    |
| 40 | Новосергеевка         | деревня               | ↘263      | Колпаковский сельсовет    |
| 41 | Новосергеевка         | деревня               | ↘40       | Колпаковский сельсовет    |
| 42 | Павловка              | деревня               | ↘27       | Колпаковский сельсовет    |
| 43 | Плаксино              | деревня               | ↘27       | Костельцевский сельсовет  |
| 44 | Раздолье              | хутор                 | →1        | Костельцевский сельсовет  |
| 45 | Рогово                | деревня               | ↘57       | Костельцевский сельсовет  |
| 46 | Русаново              | деревня               | ↘26       | Костельцевский сельсовет  |
| 47 | Рязаново              | деревня               | ↘71       | Колпаковский сельсовет    |
| 48 | Соглаево              | деревня               | ↘21       | Костельцевский сельсовет  |
| 49 | Солдатское            | деревня               | ↘11       | Колпаковский сельсовет    |
| 50 | Сопеловка             | деревня               | ↘53       | Колпаковский сельсовет    |
| 51 | Троицкое              | деревня               | ↘13       | Костельцевский сельсовет  |
| 52 | Успенка               | село                  | ↗524      | Дичнянский сельсовет      |
| 53 | Фаустово              | деревня               | ↘5        | Костельцевский сельсовет  |
| 54 | Чапли                 | село                  | ↘530      | Чаплинский сельсовет      |
| 55 | Чёрный Колодезь       | деревня               | ↘27       | Костельцевский сельсовет  |
| 56 | Чечевизня             | деревня               | ↘24       | Костельцевский сельсовет  |
| 57 | Ширково               | деревня               | ↘70       | Костельцевский сельсовет  |

## Археология
В Курчатовском районе находятся стоянки первобытных людей Пенская и Быки 1. Под селом Быки нашли жилище человека каменного века возрастом около 17 тыс. л. н. и зооморфную поделку в виде головы лошади. На стоянках Быки 5, 7 (культурный слой II) и Быки 8 преобладают резцы и микропластинки / пластинки с притупленным краем, что является характерным и для других хронологически близких стоянок Восточной Европы. На стоянках Пены, Быки 1, 2, 3, 7 (культурные слои I, Ib, Ia, Ic) артефакты принадлежат к быковской археологической культуре, главной особенностью которой является наличие кремнëвых геометрических микролитов (треугольников).

## Достопримечательности

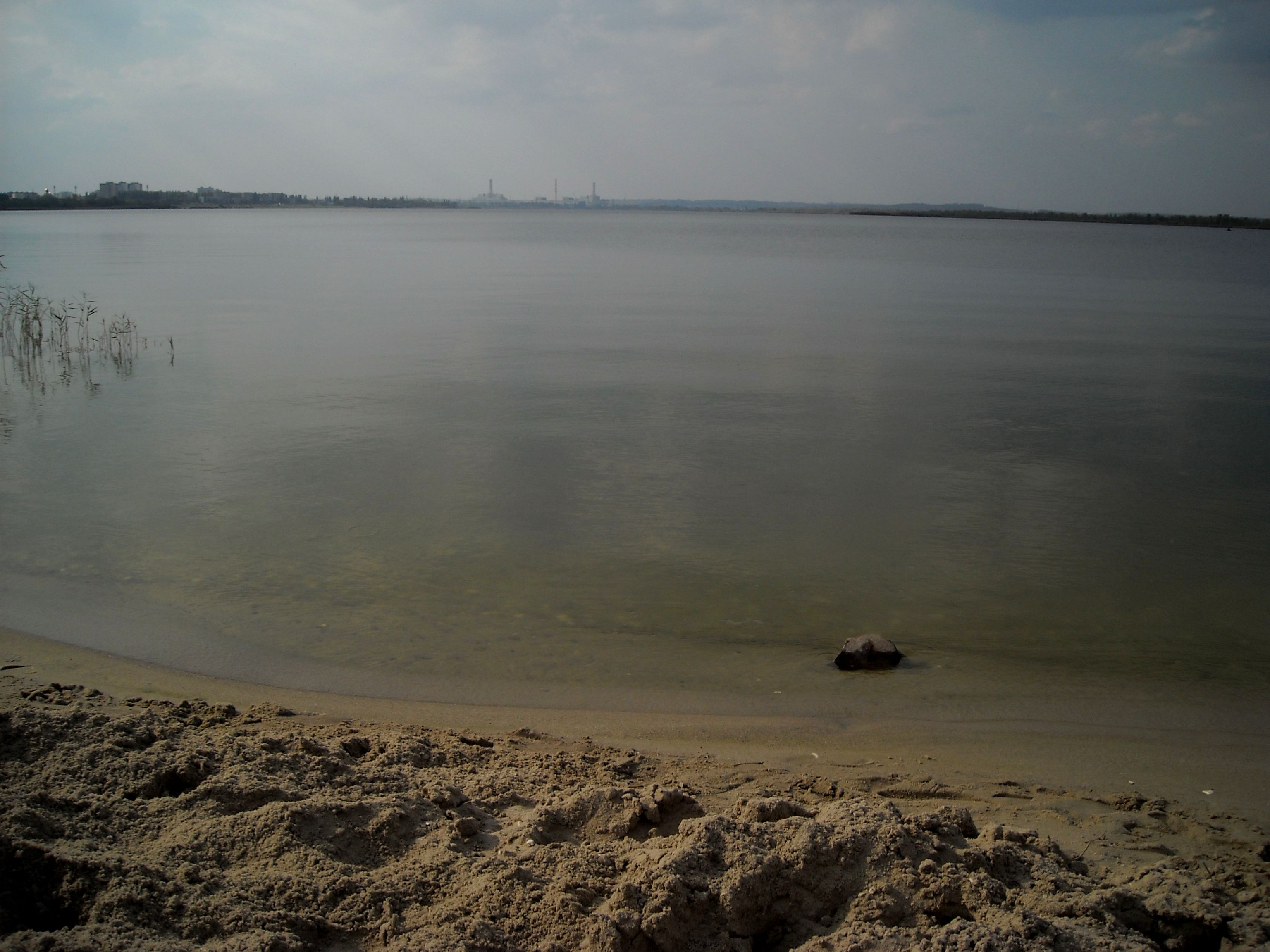
Курчатовское водохранилище

- Курчатовское водохранилище
- Курская атомная электростанция